# Conroy (Iowa)
Conroy es un lugar designado por el censo ubicado en el condado de Iowa en el estado estadounidense de Iowa. En el Censo de 2010 tenía una población de 259 habitantes y una densidad poblacional de 131,23 personas por km².

## Geografía
Conroy se encuentra ubicado en las coordenadas 41°43′36″N 91°59′55″O / 41.72667, -91.99861. Según la Oficina del Censo de los Estados Unidos, Conroy tiene una superficie total de 1.97 km², de la cual 1.97 km² corresponden a tierra firme y (0%) 0 km² es agua.

## Demografía
Según el censo de 2010, había 259 personas residiendo en Conroy. La densidad de población era de 131,23 hab./km². De los 259 habitantes, Conroy estaba compuesto por el 99.61% blancos, el 0% eran afroamericanos, el 0% eran amerindios, el 0% eran asiáticos, el 0% eran isleños del Pacífico, el 0% eran de otras razas y el 0.39% pertenecían a dos o más razas. Del total de la población el 0.39% eran hispanos o latinos de cualquier raza.